# Barentszplein
Het Barentszplein is een plein in Amsterdam-West, bij de Silodam op de hoek waar de Van Diemenstraat overgaat in de Westerdoksdijk. De Barentszstraat komt uit op het plein. Op het plein is de Zuiderspeeltuin gelegen. Het plein werd in 1878 vernoemd naar ontdekkingsreiziger Willem Barentsz.
Op deze plek was tot ongeveer 1879 het bolwerk Het Blauwhoofd gelegen met daarop de korenmolen de Bok (afgebrand 4 januari 1878). Na het rooien van het bolwerk begon men op die plek met het bouwen van woningen.
Bokkinghangen is een zijstraatje van het plein aan de zuidkant, en aan de zuidoostkant ligt de Westerdoksdijk. Toen de meelfabriek Holland nog aan de Zoutkeetsgracht gevestigd was en een zijingang had aan het plein, liepen spoorrails vanaf de Westerdoksdijk naar het terrein voor de fabriek. Bij de Van Diemenstraat waar ook rails waren aangelegd, was op de hoek met het plein een draaischijf met rails gesitueerd waarop de spoorwagons konden draaien en via een staaldraad naar de fabriek werden getrokken.

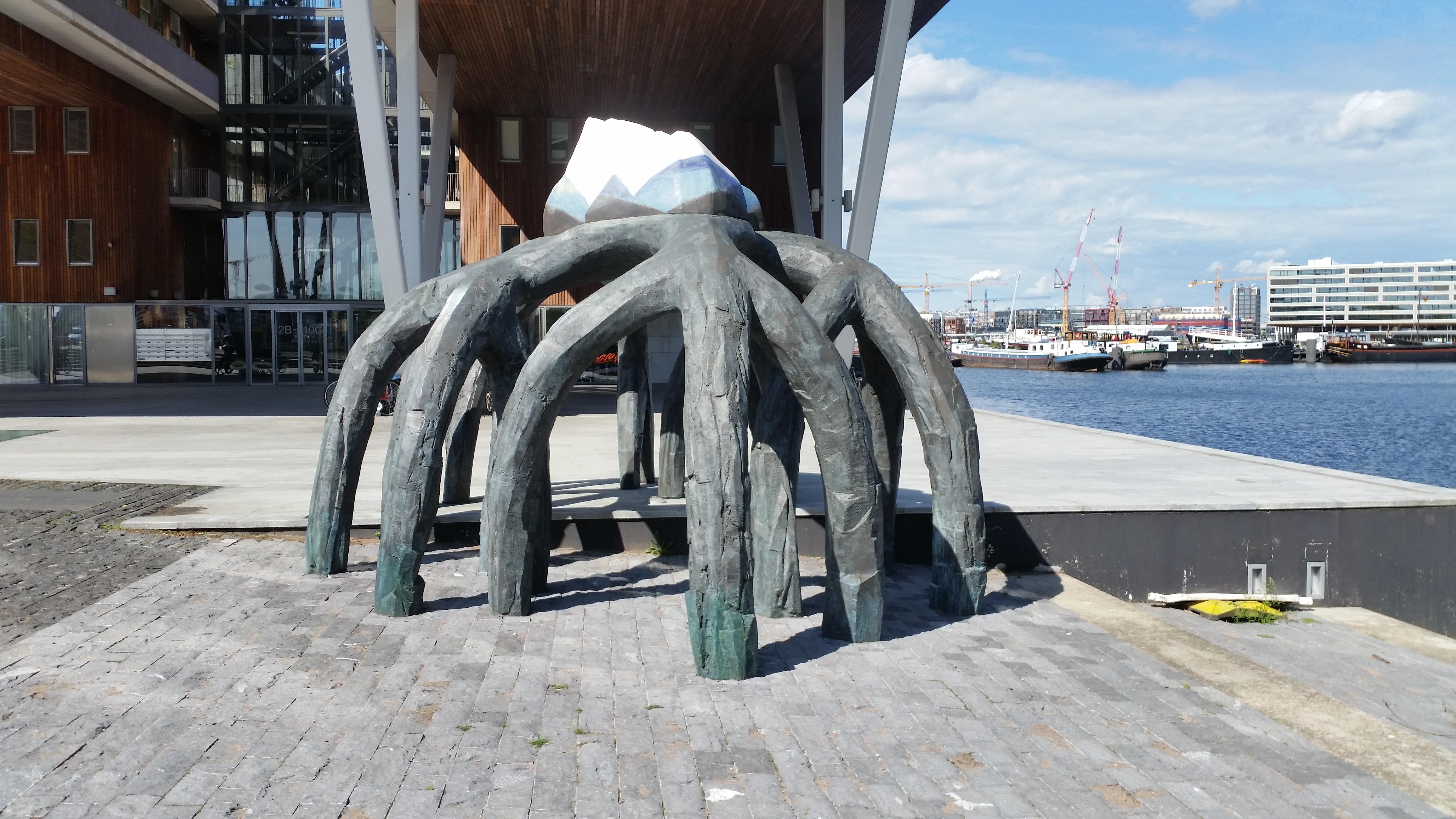
Het gebouw IJside met het kunstwerk Islanded

Aan de noordkant van het plein, aan de Oude Houthaven bij de Silodam, is in 2010 het nieuwbouwcomplex IJside opgeleverd.